# Lewis maskingevær
Lewis maskingeværet (eller Lewis automatic machine gun) er et let maskingevær fra tiden omkring 1. Verdenskrig. Det var af amerikansk design, som blev fuldendt og masseproduceret i Storbritannien, og anvendt i stor stil af Britiske og Dominion tropper under 1. Verdeskrig. Det fortsatte med at blive brugt i en række lande indtil efter afslutningen på Koreakrigen. Det er let at genkende på det store kølerør, som omgiver løbet og dets topmonterede pandemagasin. Det blev også brugt i vidt omfang som maskingevær på fly, altid uden køleskærm, under begge verdenskrige.

## Historie
Lewis maskingeværet blev konstrueret af oberst i US Army Isaac Newton Lewis i 1911, baseret på indledende arbejde af Samuel Maclean. Trods dens oprindelse blev Lewis maskingeværet ikke indført i det amerikanske militær fra begyndelsen - formentlig på grund af politiske uoverensstemmelser mellem Lewis og General William Crozier, chefen for våbenafdelingen. Lewis blev træt af at prøve at overtale den amerikanske hær til at indføre hans våben, så - "smækket med afvisninger fra uvidende lejesvende", som han sagde, tog han sin afsked fra hæren. I 1913 rejste han fra USA til Belgien, hvor han startede Armes Automatique Lewis virksomheden i Liège for at muliggøre kommerciel fremstilling af våbenet. Lewis havde arbejdet tæt sammen med den britiske våbenfremstiller Birmingham Small Arms Company Limited (BSA) i et forsøg på at overvinde nogle af de produktionsvanskeligheder der var med våbenet. Belgierne købte et mindre antal Lewis maskingeværer i 1913, som anvendte .303 British patroner og i 1914 købte BSA en licens til at fremstille Lewis maskingeværet i England, hvilket betød af oberst Lewis fik betydelige royalty betalinger og blev meget velhavende.
Lewis og hans fabrik flyttede til England inden 1914, væk fra en mulig beslaglæggelse i tilfælde af en tysk invasion. Den belgiske hær anskaffede kun nogle få af hans maskingeværer, formentlig ikke mere end et dusin. De var ikke almindelig anvendt i de belgiske hær. De blev kun brugt i nogle få tilfælde af motorkøretøjer, syd for Antwerpen, mod den tyske invasionsstyrkes flanke.

## Produktion
Lewis maskingeværet blev fremstillet af BSA og Savage Arms under 1. verdenskrig, og selv om de to versioner stort set var ens, var der tilstrækkelig mange forskelle til at de ikke var helt ombyttelige, om end dette blev rettet under 2. verdenskrig.
Den store forskel mellem de to modeller var at BSA våbnene var forberedt til .303 British ammunition, mens Savage våbnene benyttede .30-06 patroner, hvilket afstedkom nogle ændringer i magasin og lademekanisme, bundstykke, løb, udkast og gas operationssystem. Savage fremstillede godt nok Lewis maskingeværer i .303 British kaliber; Model 1916 og Model 1917 blev eksporteret til Canada og Storbritannien og nogle få blev også leveret til det amerikanske militær, især til flåden. Savage Model 1917 blev generelt fremstillet i 30-06 kaliber. Et antal af disse blev leveret til Storbritannien under lend-lease ordningen under 2. Verdenskrig.

## Design detaljer
I modsætning til andre samtidige maskingeværer, som var rekylgeværer var Lewis' konstruktion gasdrevet. Rekylfjederen var ikke rund men derimod en blad klokkefjeder,som lå i et lille rum under selve glidekassen. Efterhånden som løbet blev varmere ændrede spændingen sig i fjederen. En lille knast på ydersiden af fjederhuset tillod skytten af stramme eller slække fjederen, og en passende indstillet fjeder var afgørende for at våbenet fungerede godt.
Maskingeværet var udformet med en aluminiumskappe rundt om løbet, hvilket fik mundingsglimtet til at trække luft hen over løbet og køle det. Der er nogen uenighed om hvorvidt kappen overhovedet var nødvendig — under 2. Verdenskrig blev mange gamle fly-maskingeværer, som ikke havde kappen udleveret til anti-luftskyts enheder i det britiske hjemmeværn (Home Guard) og til britiske flyvepladser. Andre våben blev monteret på køretøjer i den vestlige ørken og led ikke skade uden røret. Det viste sig at de fungerede udmærket uden det, hvilket førte til en tanke om at Lewis havde insisteret på kølekappen for at hans design ville adskille sig fra Maclean's tidligere prototyper.  Kun Royal Navy beholdt røret på deres dæk-monterede antiluftskyts maskingeværer.
Lewis maskingeværet benyttede et pandemagasin med 47 eller 97 patromer. Pandemagasiner har patronerne i en radial vifte. I modsætning til de mere almindelige tromlemagasiner, som har patronerne parallelt med aksen og bliver fødet med en fjedermekanisme, er pandemagasiner mekanisk styret.
Maskingeværet kunne skyde omkring 500–600 skud i minuttet. Det vejede 12,7 kg, kun halvt så meget som et typisk maskingevær på daværende tidspunkt, såsom Vickers maskingeværet og blev valgt til dels fordi det var lettere at bære end et tungt maskingevær og kunne bæres og anvendes af en enkelt soldat. BSA producerede endda mindst en model, som var uden kølekappe og havde et trægreb foran på våbenet, så det kunne bruges som en slags stormgevær.

## Tjeneste

### 1. Verdenskrig
Storbritannien indførte officielt Lewis maskingeværet i .303 kaliber til brug til lands og i luften i oktober 1915, og våbenet begyndte i almindelighed at blive udleveret til de britiske infanteribataljoner på Vestfronten i begyndelsen af 1916 som erstatning for det tungere og mindre mobile Vickers maskingevær. Vickers maskingeværet blev herefter trukket tilbage fra infanteriet til brug i særlige maskingevær kompagnier.US Navy og Marine Corps fulgte efter i begyndelsen af 1917, med M1917 Lewis gun (fra Savage Arms Co.), i .30-06 kaliber.
US Army indførte aldrig officielt våbenet til brug i infanteriet og gik endda så langt som til at fratage marinesoldater som ankom til Frankrig deres Lewis maskingeværer og erstatte det med meget dårlige Chauchat lette maskingevær— en praksis, som mentes at have sammenhæng med at General Crozier ikke kunne lide Lewis og hans maskingevær. US Army indførte til sidst Browning Automatic Rifle i 1917 (selv om det først var i september 1918 at nogle af de nye maskingeværer nåede fronten). US Navy og Marine Corps fortsatte med at bruge .30-06 kaliber Lewis indtil begyndelsen af 2. verdenskrig.
Rusland købte 10.000 Lewis maskingeværer i 1917 fra den britiske regering og afgav ordre på yderligere 10.000 fra Savage Arms i USA. Den amerikanske regering var uvillig til at forsyne zarens Rusland med maskingeværerne og der er nogen tvivl om hvorvidt de rent faktisk blev leveret, selv om arkiver antyder at 5.982 Savage våben var blevet leveret til Rusland pr. 31. marts 1917. De Lewis maskingeværer, som blev leveret af Storbritannien blev sendt til Rusland i maj 1917, men det vides ikke med sikkerhed om disse var Savage-fremstillede våben, som blev videresendt gennem Storbritannien eller om det var en sårskilt serie af britisk fremstillede våben.
Britiske Mark IV kampvogne anvendte Lewis maskingeværer, som erstattede de Vickers og Hotchkiss maskingeværer, som blev anvendt på tidligere modeller. Lewis maskingeværet blev valgt fordi det havde et forholdsvis kompakt magasin, men så snart der blev udviklet et forbedret magasinbælte til Hotchkiss maskingeværet blev Lewis maskingeværet udskiftet med disse i senere modeller.
Tyskerne benyttede også erobrede Lewis maskingeværer i begge verdenskrige og medtog instruktion i dets brug og vedligeholdelse som en del af uddannelsen af maskingevær skytter.
Selv om de var dyrere end et Vickers maskingevær at fremstille (I 1915 kostede et Lewis maskingevær £165, ment et Vickers kostede omkring £100), var Lewis maskingeværer stærkt efterspurgt af det britiske militær under 1. verdenskrig. Lewis maskingeværet havde også den fordel, at det var omkring 80% hurtigere at bygge end et Vickers, og var langt lettere at transportere; Som følge heraf afgav den britiske regering ordrer på 3.052 maskingeværer mellem august 1914 og juni 1915. Ved slutningen af 1. verdenskrig var der blevet fremstillet over 50.000 maskingeværer i USA og Storbritannien, og de var næsten allestedsværende på Vestfronten, hvor de i antal overgik Vickers i et forhold på omkring 3:1.

#### Brug på fly
Lewis maskingeværet var det første maskingevær, som blev affyret fra et fly. Den 7. juni 1912 affyrede kaptajn Charles Chandler fra US Army en prototype af et Lewis maskingevær fra fodbjælken i en Wright Model B Flyer.
Senere blev Lewis maskingeværet monteret på de franske Nieuport 11 og Nieuport 17, det britiske S.E.5a og nogle versioner af Sopwith Camel and Bristol F2b jagerflyene. Maskingeværet blev monteret over den øverste vinge i en Foster ophæng, som gjorde muligt at skyde fremad udenfor propellens cirkel. Foster mount bestod i reglen af en bue-formet I-profil som et Lewis maskingevær kunne glide tilbage og nedad mod cockpittet, så magasinet kunne blive udskiftet under flyvningen — men stjernepiloten Albert Ball V.C. indså, at Lewis maskingeværet i et sådant ophæng også beholdt sin oprindelige aftrækker og således kunne skyde opad. Han benyttede denne mulighed til at angribe uledsagede tyske to-sædede fly ved at snige sig ind bagfra og under dem, hvor observatøren ikke kunne se ham eller skyde tilbage. Det var hans brug af maskingeværet på denne måde i en Nieuport, der senere førte til introduktionen af S.E.5/S.E.5a. Ball havde fungeret som konsulent ved udviklingen af dette fly. Den senere Sopwith Dolphin, som allerede var udstyret med to synkroniserede Vickers maskingeværer lige foran piloten og lige over dens V-8 motor, kunne også bruge en eller to Lewis maskingeværer, som var monteret på den forreste vingetværstiver mellem de øverste vingepaneler som et anti-Zeppelin våben..

### 2. Verdenskrig
Da man nåede til 2.verdenskrig havde British Army udskiftet Lewis maskingeværet med Bren maskingeværer i de fleste infanteriroller. I luften var Lewis maskingeværet stort set afløst af Vickers K, et våben som kunne skyde over dobbelt så hurtigt som Lewis maskingeværet.
I krisen efter Frankrigs fald, hvor meget af den britiske hærs udrustning var gået tabt, blev lagre af Lewis maskingeværer til såvel .303 og .30-06 hastigt taget i anvendelse, primært til brug i Home Guard enheder og til formål såsom forsvar af flyvepladser og antiluftskyts. 58.983 Lewis maskingeværer blev fundet frem fra lagrene, istandsat og udleveret af briterne i løbet af 2. verdenskrig. Ud over at blive brugt som reservevåben i Storbritannien blev de også brugt ved fronten af britiske, australske og newzealandske styrker i de første år af Stillehavskrigen mod Japan. Lewis maskingeværet blev ved med at blive benyttet som antiluftskytsvåben under 2. Verdenskrig, og i denne rolle nedskød det flere lavtflyvende fjendtlige fly end noget andet antiluftskytsvåben.
Ved begyndelsen af 2. verdenskrig var Lewis maskingeværet Royal Navy's standard nær-forsvars antiluftskytsvåben. Det fandtes på store krigsskibe, bevæbnede trawlere og handelsskibe. Det var ofte monteret i dobbeltaffutage og der blev udviklet en firdobbelt affutage til motor torpedobåde. Britiske undervandsbåde havde i almindelighed to enkeltstående maskingeværer. Selv om de gradvis blev udskiftet med Oerlikon 20 mm kanoner, blev nye korvetter stadig udstyret med dobbelte Lewismaskingeværer så sent som i 1942. Lewis maskingeværer blev også benyttet af Royal Air Force's luft-søredning.
Amerikanske styrker brugte Lewis maskingeværet (i .30-06 udgaven) under hele 2. verdenskrig. US Navy brugte dem på bevæbnede handelsskibe, små hjælpeskibe, landgangsbåde og undervandsbåde. Den amerikanske kystbevogtning brugte også Lewis maskingeværer på deres fartøjer. Det blev aldrig officielt indført i US Army til andet end brug på fly.
Tyskerne brugte erobrede britiske Lewis maskingeværer under 2. verdenskrig under betegnelsen MG 137(e), mens japanerne kopierede Lewis designet og anvendte det meget under 2. verdenskrig. Det fik betegnelsen Type 92 og var tilpasset en 7,7, mm patron som kunne byttes ud med den britiske .303 patron.
Lewis maskingeværet blev officielt taget ud af tjeneste i de britiske styrker i 1946, men fortsatte med at blive anbendt af styrker, som opererede mod De forenede Nationer under Koreakrigen. Det blev også brugt mod franske og amerikanske styrker under 1. Indokinesiske krig og den efterfølgende Vietnamkrig.

## Varianter
En 12.7×81mm variant blev konstrueret i 1924 af The Birmingham Small Arms Company Limited fandtes også.
Der var også et Fremdgerät nummer til en Leichte MG 107(f), med originalbetegnelsen angivet som "Fusil-mitrailleur «Lewis» mle 1924", tilpasset enten 8×50mmR Lebel eller 6.5×55mm Mauser og fremstilletaf Societe d'Armes Lewis i Saint-Denis; skudfrekvensen blev opgivet til 450-skud i minuttet. En bog betegner denne "Fusil-mitrailleur «Lewis» mle 1924" som et fransk Lewis maskingevær uden yderligere detaljer, men mekanismen 
En variant med et kort løb fandtes også under 2. verdenskrig. Den var udstyret med håndtag og benyttede et 30-patroners Bren magasin.
Lewis maskingeværet blev fremstillet i Tjekkoslovakiet i mellemkrigsårene som vz.15 maskingevær

## Indflydelse på senere modeller
Den tyske FG 42 faldskærmsriffel benyttede Lewis maskingeværets gas mekanisme og bundstykke, som igen senere blev inkorporeret i M60 maskingeværet.
Det japanske type 92 maskingevær, som var den japanske flådes standard håndholdte maskingevær for flyskytter var essentielt en kopi af Lewis maskingeværet.

## Brugere
- Australien
- Belgien
- Canada
- Chile
- Taiwan
- Colombia
- Tjekkoslovakiet
- Estland
- Finland
- Frankrig
- Republikken Georgien (Mest folkets garde og nogle hærenheder i 1918-1921)
- Det Tyske Kejserrige (Som fandt det meget lettere end deres MG08/15)
- Nazi-Tyskland
- Honduras
- Irland
- Israel
- Italien
- Kejserriget Japan
- Mexico
- Holland
- New Zealand
- Newfoundland
- Nicaragua
- Norge
- Filippinerne
- Polen
- Portugal
- Russiske Kejserrige
- Sovjetunionen
- Sri Lanka
- Storbritannien & Britiske Imperium
- USA
- Kongeriget Jugoslavien
- Letland (standard let maskingevær under den lettiske uafhængighedskrig og i mellemkrigstiden)

## Yderligere læsning
- William McCleave Easterly (1998). The Belgian Rattlesnake: The Lewis Automatic Machine Gun : a Social and Technical Biography of the Gun and Its Inventors. Collector Grade Publications. p. 542. ISBN 978-0-88935-236-0.

## Eksterne kilder
- Scanninger af Lewis maskingevær manual 1917
- Lewis light machine gun (USA - Great Britain) på Modern Firearms
- Animation of Lewis machine gun 1916